# Mieczysław Grad
Mieczysław Wojciech Grad (ur. 11 kwietnia 1920 w Woli Dalszej, zm. 9 kwietnia 1984) – polski doktor filozofii, ambasador PRL w Meksyku, poseł na Sejm PRL III, IV i V kadencji.

## Życiorys
Syn Jana i Agnieszki. Uzyskał wykształcenie wyższe w stopniu doktora filozofii, z zawodu socjolog i dziennikarz. W czasie II wojny światowej był redaktorem prasy konspiracyjnej. Należał do Armii Krajowej pod pseudonimem Zawisza, w latach 1943–1944 walczył na terenie powiatu łańcuckiego. Po wojnie był działaczem ruchu ludowego. Pełnił funkcję redaktora naczelnego „Wici”, „Młodej Myśli Ludowej” (1946–1948), Spółdzielni Wydawniczej „Czytelnik” (1948–1949), „Spraw chłopskich” (1950–1951) oraz w latach 1956–1968 „Zielonego Sztandaru” (w latach 1951–1956 zastępca redaktora naczelnego). W 1949 był kierownikiem działu w redakcji „Pokolenie”. Był też autorem książek poświęconych przede wszystkim historyczno-socjologicznej problematyce związanej z przemianami w życiu wsi. Był także inspiratorem i redaktorem kilku wybitnych pamiętników chłopskich. Współorganizował ponadto konkursy pamiętnikarskie. W latach 1968–1972 był prezesem i redaktorem naczelnym Ludowej Spółdzielni Wydawniczej (od 1949 był redaktorem). Od 1975 do 1981 był zastępcą redaktora naczelnego Państwowego Wydawnictwa „Wiedza Powszechna”.
W latach 1946–1948 był członkiem Zarządu Głównego Związku Młodzieży Wiejskiej RP „Wici”, a następnie Zarządu Głównego Związku Młodzieży Polskiej (1948–1956). Od 1947 należał do Stronnictwa Ludowego. W 1949 wstąpił do Zjednoczonego Stronnictwa Ludowego, w którym pełnił funkcję członka (1956–1973, 1980–1981), zastępcy członka (1976–1980), członka sekretariatu (1957–1969) i członka Głównej Komisji Rewizyjnej (1973–1980) Naczelnego Komitetu ZSL. Od 1962 był członkiem Ogólnopolskiego Komitetu Pokoju.
W 1961, 1965 i 1969 uzyskiwał mandat posła na Sejm PRL. Przez trzy kadencje zasiadał w Komisji Kultury i Sztuki, ponadto w trakcie IV i V kadencji zasiadał w Komisji Spraw Zagranicznych oraz należał do Polskiej Grupy Unii Międzyparlamentarnej. W latach 1972–1975 był ambasadorem PRL w Meksyku.
Pochowany na Cmentarzu Wojskowym na Powązkach w Warszawie (37D-1-23).

## Odznaczenia
- Order Sztandaru Pracy II klasy
- Krzyż Oficerski Orderu Odrodzenia Polski
- Krzyż Kawalerski Orderu Odrodzenia Polski (1955)[3]
- Medal 10-lecia Polski Ludowej (1955)[4]
- Złota Odznaka „Przodujący Drogowiec” (1969)[5]
- Złota Odznaka honorowa „Za Zasługi dla Warszawy” (1975)[6]
- Odznaka 1000-lecia Państwa Polskiego (1966)[7]
- Złota honorowa odznaka Związku Młodzieży Wiejskiej (1970)[8]